# Kadogawa
Kadogawa (門川町?) è una cittadina giapponese della prefettura di Miyazaki.